# Jennifer 8
Jennifer Eight es una película de 1992 escrita y dirigida por Bruce Robinson y protagonizada por Andy García, Lance Henriksen, Uma Thurman y John Malkovich.

## Argumento
John Berlin es un policía que se traslada de Los Ángeles a una pequeña población del centro del país, donde se incorpora a la policía local que es un poco conformista y no está acostumbrada a resolver los casos difíciles de asesinatos. Nada más llegar, debe investigar la identidad de una mano cortada hallada en un basurero. 
Berlin investiga con la ayuda de su colega Freddy Ross y relaciona el hallazgo del miembro con la desaparición de jóvenes ciegas de un caso cerrado hace dos años, que nunca pudo ser resuelto por la policía local, víctimas de un asesino en serie como él descubriría. Sin tener pruebas fuertes para validar su hipótesis, sus compañeros de trabajo lo ignoran y rechazan. La investigación le lleva a conocer a una joven ciega llamada Helena Robertson que vive en un asilo para personas discapacitadas a 2 horas del pueblo, que se convierte en la única testigo por haber escuchado el carro donde el asesino se movilizaba y porque una amiga que fue la víctima estaba con él frente a ella.
Berlin es consciente de que ella podría ser la próxima víctima y, habiéndose enamorado de ella, se concentra por ello aún mas en encontrar al asesino.

## Reparto
- Andy García - Detective Sargento John Berlín
- Uma Thurman - Helena Robertson
- Lance Henriksen - Detective Sargento Freddy Ross
- Kathy Baker - Margie Ross
- Kevin Conway - Jefe Citrine
- Graham Beckel - Detective Sargento John "J.K." Taylor
- John Malkovich - Agente St. Anne
- Bob Gunton como Goodridge
- Michael O‘Neil - Detective Sargento Angelo Serato
- Perry Lang - Travis
- Lenny Von Dohlen - Blattis
- Bruce Kenselaar - Bobby Ross
- Nicholas Love - Bisley
- Thomas J. Hageboeck - Max
- Stephen Piemonte II - Trimble

## Producción
Al principio se quería a Al Pacino como protagonista para el papel de John Berlin, pero finalmente la elección cayó en Andy García. Finalmente Christopher Young fue elegido como compositor por parte del director a pesar de la resistencia por parte del estudio, que originlamnete quería a Maurice Jarré.

## Recepción
La película fue un fracaso de taquilla.